# WZ Sagittae
WZ Sagittae, eller Nova Sagittae 1913, är en dvärgnova  i stjärnbilden Pilen. Den är en SU Ursae Majoris-variabel (UGSU) och karaktäriseras som sådan av att ha två typer av kataklysmiska utbrott, ett mera ”normalt” utbrott och ett superutbrott. WZ Sge är prototypstjärna för en undergrupp, WZ Sagittae-variabler (UGWZ) som har ovanligt långa intervall mellan superutbrotten, mer än 4 år. De normala utbrotten är vidare ovanliga eller uteblir helt. Komponenterna hos WZ Sge-variablerna har en omloppstid på mellan 0,5 och 0,8 dygn. Ljusvariationernas amplitud överstiger 7 magnituder.
WZ Sagittae är även förmörkelsevariabel och pulserande vit dvärg av ZZ Ceti-typ och har därför GCVS-beteckningen (UGWZ+E+ZZ). Den varierar mellan bolometrisk magnitud +7-15,53 under sina superutbrott. Perioden för dess ”normala” utbrott är 0,056687846 dygn eller 81,630498 minuter.